# Antawn Jamison
Antawn Cortez Jamison (ur. 12 czerwca 1976 w Shreveport) – amerykański koszykarz występujący na pozycji niskiego bądź silnego skrzydłowego.
W 1995 wystąpił w meczu wschodzących gwiazd - Nike Hoop Summit oraz McDonald’s All-American.
Jamison występował w zespole Uniwersytetu Północnej Karoliny (North Carolina Tar Heels) przez 3 sezony. Średnio zdobywał 19 punktów i miał 9,9 zbiórek w meczu. Po swoim trzecim sezonie, w 1998, otrzymał nagrody im. Naismitha i Johna Woodena dla najlepszego zawodnika w college'u.
Niedługo potem zgłosił się do draftu 1998, w którym został wybrany z 4 numerem przez Toronto Raptors. Został jednak wymieniony za Vince’a Cartera z drużyny Golden State Warriors, który został wybrany z numerem 5. Spędził w tej drużynie pięć pierwszych sezonów w NBA. Po swoim debiutanckim sezonie został wybrany do drugiej piątki Najlepszych Pierwszoroczniaków. Podczas trzeciego roku gry, 3 grudnia 2000, Jamison zdobył 51 punktów w meczu przeciwko Seattle SuperSonics. 3 dni później, w kolejnym meczu, przeciwko z Los Angeles Lakers wyrównał ten wynik. Stał się tym samym pierwszym zawodnikiem od Michaela Jordana, który miał przynajmniej dwa 50+ punktowe mecze 13 lat wcześniej. Uzyskał w tym sezonie najwyższą średnią punktową w karierze, 24,9 punktu na mecz.
19 sierpnia 2003 został wymieniony do Dallas Mavericks w wymianie, w której brało udział 9 graczy. Z tym zespołem po raz pierwszy w karierze awansował do fazy play-off, w której zostali pokonani w pierwszej rundzie przez Sacramento Kings. Został po tym sezonie wybrany Rezerwowym Roku po tym, jak w 82 meczach (2 w wyjściowym składzie) zdobywał średnio 14,8 punktu i 6,3 zbiórki, rzucając ze skutecznością 53,5% z pola i 40,0% za trzy punkty.
Po sezonie został wymieniony do drużyny Washington Wizards, w zamian za Jerry’ego Stackhouse’a, Christiana Laettnera oraz prawa do Devina Harrisa. W pierwszym sezonie gry w nowej drużynie zdobywał średnio 19,6 punktów w meczu. Został wtedy po raz pierwszy wybrany do Meczu Gwiazd NBA. W 2006 roku zdobył brązowy medal z reprezentacją USA na Mistrzostwach Świata odbywających się w Japonii.
W 2008 roku po raz drugi został wybrany do Meczu Gwiazd. 30 czerwca 2008 przedłużył na cztery lata kontrakt z Wizards, dzięki któremu miał zarobić 50 milionów dolarów.
17 lutego 2010, w ramach wymiany między Wizards, Los Angeles Clippers i Cleveland Cavaliers trafił do tych ostatnich. 27 lutego 2011, w swoim drugim sezonie z Cavs, podczas meczu z Philadelphia 76ers, Jamison złamał palca. Kontuzja i następująca po niej operacja wykluczyła go z gry do końca sezonu.
25 lipca 2012 podpisał roczny kontrakt z Los Angeles Lakers za minimum dla weterana. 30 listopada 2012, zdobywając 33 punkty i 12 zbiórek, został pierwszym graczem Lakers, od Shaquille’a O’Neala w 1998, który miał mecz 30/10 wychodząc z ławki.
28 sierpnia 2013 Jamison podpisał kontrakt z Los Angeles Clippers. 11 grudnia 2013, przeciwko Boston Celtics, Jamison, jako 39 gracz NBA, przekroczył granicę 20 000 punktów w karierze
20 lutego 2014, Jamison został wytransferowany do Atlanta Hawks w zamian za prawa do Cenk Akyona. Został zwolniony przez Hawks następnego dnia.

## Osiągnięcia

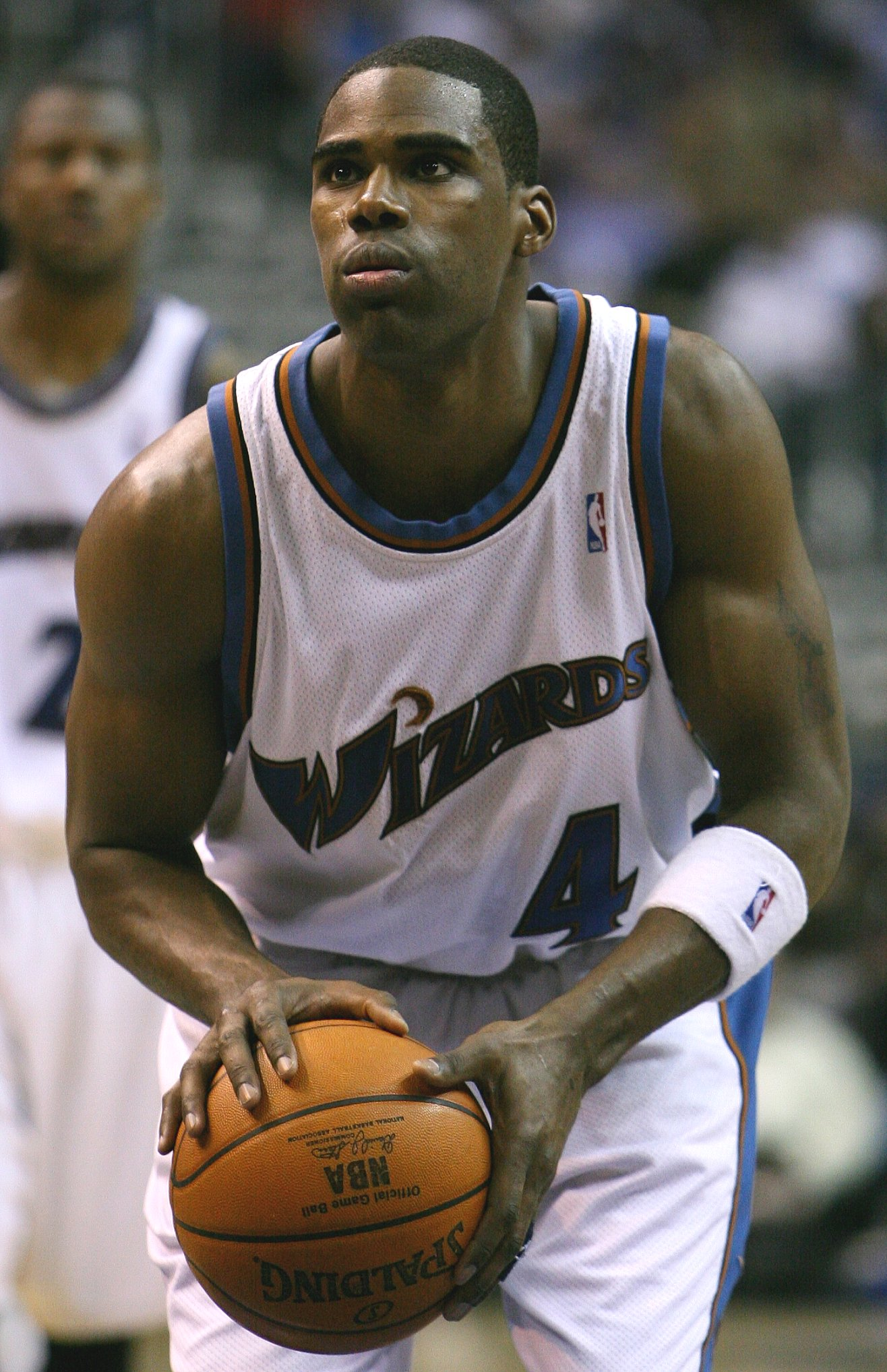
Antawn Jamison w barwach Wizards (2007).

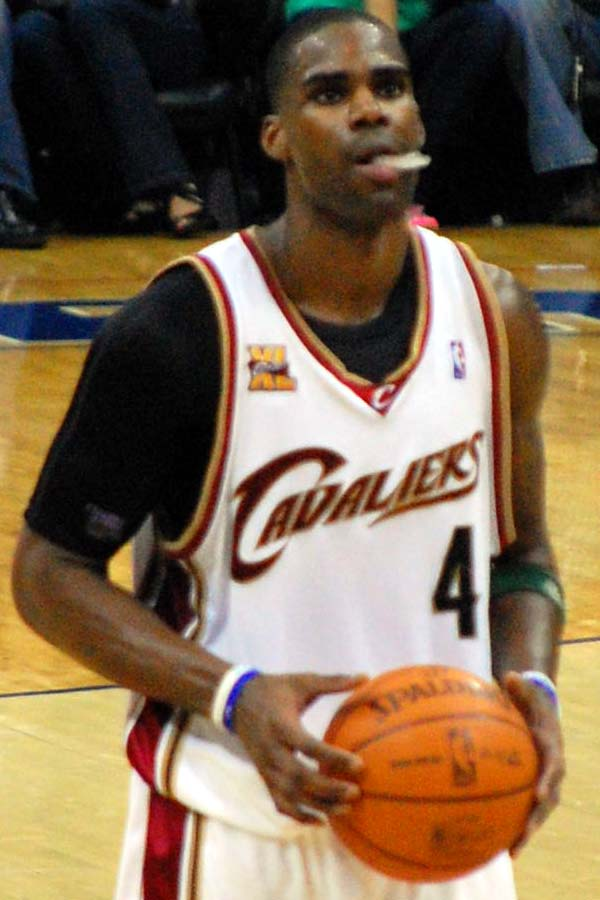
Jamison w barwach Cavaliers (2010).

Na podstawie, o ile nie zaznaczono inaczej.
NCAA
- Uczestnik:
  - rozgrywek Final Four turnieju NCAA (1997, 1998)
  - turnieju NCAA (1996–1998)
- Mistrz turnieju konferencji Atlantic Coast (ACC – 1997, 1998)
- Koszykarz Roku:
  - NCAA:
    - im. Naismitha (1998)[26]
    - im. Woodena (1998)[27]
    - według:
      - Associated Press (AP – 1998)[28]
      - National Association of Basketball Coaches (NABC – 1998)[29]
      - United States Basketball Writers Association (USBWA – 1998)[30]
      - Sporting News (SN – 1998)[31]
      - Basketball Times (1998)
      - Adolph Rupp Trophy (1998)[32]

  - konferencji Atlantic Coast (1998)[33]
- Sportowiec Roku ACC (1998)
- MVP turnieju ACC (1998)[34]
- Most Outstanding Player (MOP = MVP) turnieju Great Alaska Shootout (1998)
- Zaliczony do:
  - I składu:
    - All-American (1998)
    - konferencji ACC (1996–1998)
    - turnieju konferencji ACC (1997, 1998)
    - najlepszych pierwszorocznych zawodników ACC (1996)

  - II składu All-American (1997)
- Drużyna North Carolina Tar Heels zastrzegła należący do niego numer 33

NBA
- Najlepszy rezerwowy sezonu (2004)[35]
- Uczestnik:
  - NBA All-Star Game (2005, 2008)
  - Rising Stars Challenge (2000)
- Zaliczony do II składu debiutantów NBA (1999)[36]
- Zawodnik tygodnia (16.03.2008)

Reprezentacja
- Brązowy medalista mistrzostw świata (2006)

## Statystyki
Na podstawie Antawn Jamison. Basketball-Reference.com. [dostęp 2015-01-21]. (ang.).

### Sezon regularny
| Sezon   | Drużyna       | M    | S5  | MPG  | FG%   | 3P%   | FT%   | RPG  | APG | SPG | BPG | PPG  |
| ------- | ------------- | ---- | --- | ---- | ----- | ----- | ----- | ---- | --- | --- | --- | ---- |
| 1998/99 | Golden State  | 47   | 24  | 22,5 | 45,2% | 30,0% | 58,8% | 6,4  | 0,7 | 0,8 | 0,3 | 9,6  |
| 1999/00 | Golden State  | 43   | 41  | 36,2 | 47,1% | 28,6% | 61,1% | 8,3  | 2,1 | 0,7 | 0,3 | 19,6 |
| 2000/01 | Golden State  | 82   | 82  | 41,4 | 44,2% | 30,2% | 71,5% | 8,7  | 2,0 | 1,4 | 0,3 | 24,9 |
| 2001/02 | Golden State  | 82   | 82  | 37,0 | 44,7% | 32,4% | 73,4% | 6,8  | 2,0 | 0,9 | 0,5 | 19,7 |
| 2002/03 | Golden State  | 82   | 82  | 39,3 | 47,0% | 31,1% | 78,9% | 7,0  | 1,9 | 0,9 | 0,5 | 22,2 |
| 2003/04 | Dallas        | 82   | 2   | 29,0 | 53,5% | 40,0% | 74,8% | 6,3  | 0,9 | 1,0 | 0,4 | 14,8 |
| 2004/05 | Washington    | 68   | 68  | 38,3 | 43,7% | 34,1% | 76,0% | 7,6  | 2,3 | 0,8 | 0,2 | 19,6 |
| 2005/06 | Washington    | 82   | 80  | 40,1 | 44,2% | 39,4% | 73,1% | 9,3  | 1,9 | 1,1 | 0,1 | 20,5 |
| 2006/07 | Washington    | 70   | 70  | 38,0 | 45,0% | 36,4% | 73,6% | 8,0  | 1,9 | 1,1 | 0,5 | 19,8 |
| 2007/08 | Washington    | 79   | 79  | 38,7 | 43,6% | 33,9% | 76,0% | 10,2 | 1,5 | 1,3 | 0,4 | 21,4 |
| 2008/09 | Washington    | 81   | 81  | 38,2 | 46,8% | 35,1% | 75,4% | 8,9  | 1,9 | 1,2 | 0,3 | 22,2 |
| 2009/10 | Washington    | 41   | 41  | 38,9 | 45,0% | 34,5% | 70,0% | 8,8  | 1,3 | 1,0 | 0,2 | 20,5 |
| 2009/10 | Cleveland     | 25   | 23  | 32,4 | 48,5% | 34,2% | 50,6% | 7,7  | 1,3 | 1,1 | 0,5 | 15,8 |
| 2010/11 | Cleveland     | 56   | 38  | 32,9 | 42,7% | 34,6% | 73,1% | 6,7  | 1,7 | 0,9 | 0,5 | 18,0 |
| 2011/12 | Cleveland     | 65   | 65  | 33,1 | 40,3% | 34,1% | 68,3% | 6,3  | 2,0 | 0,8 | 0,7 | 17,2 |
| 2012/13 | L.A. Lakers   | 76   | 6   | 21,5 | 46,4% | 36,1% | 69,1% | 4,8  | 0,7 | 0,4 | 0,3 | 9,4  |
| 2013/14 | L.A. Clippers | 22   | 0   | 11,3 | 31,5% | 19,5% | 72,0% | 2,5  | 0,3 | 0,4 | 0,1 | 3,8  |
| Razem   |               | 1083 | 864 | 34,8 | 45,1% | 34,6% | 72,4% | 7,5  | 1,6 | 1,0 | 0,4 | 18,5 |

### Play-offy
| Sezon | Drużyna     | M  | S5 | MPG  | FG%   | 3P%   | FT%   | RPG  | APG | SPG | BPG | PPG  |
| ----- | ----------- | -- | -- | ---- | ----- | ----- | ----- | ---- | --- | --- | --- | ---- |
| 2004  | Dallas      | 5  | 0  | 21,8 | 45,6% | 25,0% | 73,3% | 5,0  | 0,4 | 1,0 | 0,4 | 13,0 |
| 2005  | Washington  | 10 | 10 | 38,0 | 45,1% | 50,0% | 68,8% | 6,3  | 1,2 | 0,7 | 0,4 | 18,5 |
| 2006  | Washington  | 6  | 6  | 42,2 | 42,4% | 31,3% | 77,8% | 7,2  | 3,0 | 1,0 | 0,3 | 19,2 |
| 2007  | Washington  | 4  | 4  | 43,3 | 47,6% | 34,6% | 75,0% | 9,8  | 1,3 | 0,5 | 1,0 | 32,0 |
| 2008  | Washington  | 6  | 6  | 39,5 | 40,6% | 28,0% | 57,1% | 12,0 | 1,0 | 1,3 | 1,3 | 16,8 |
| 2010  | Cleveland   | 11 | 11 | 34,1 | 46,7% | 25,6% | 73,2% | 7,4  | 1,3 | 0,6 | 1,0 | 15,3 |
| 2013  | L.A. Lakers | 4  | 0  | 19,8 | 43,5% | 41,7% | 66,7% | 1,8  | 0,3 | 0,3 | 0,5 | 7,3  |
| Razem |             | 46 | 37 | 34,9 | 44,8% | 34,1% | 70,6% | 7,2  | 1,3 | 0,8 | 0,7 | 17,2 |

### Rekordy
| Statystyka           | Rekord | Data                   | Przeciwko           |
| -------------------- | ------ | ---------------------- | ------------------- |
| Punkty:              | 51     | 2 razy                 |                     |
| Celne rzuty z pola:  | 32     | 3 grudnia 2000(dts)    | Seattle SuperSonics |
| Oddane rzuty z pola: | 36     | 3 razy                 |                     |
| Celne rzuty „za 3”:  | 7      | 23 marca 2006(dts)     | Utah Jazz           |
| Oddane rzuty „za 3”: | 14     | 7 kwietnia 2007(dts)   | New Jersey Nets     |
| Celne rzuty wolne:   | 15     | 17 kwietnia 2007(dts)  | Orlando Magic       |
| Oddane rzuty wolne:  | 24     | 17 kwietnia 2007(dts)  | Orlando Magic       |
| Zbiórki w ataku:     | 13     | 25 stycznia 2000(dts)  | Dallas Mavericks    |
| Zbiórki w obronie:   | 18     | 29 stycznia 2008(dts)  | Toronto Raptors     |
| Zbiórki w sumie:     | 23     | 30 stycznia 2010(dts)  | New York Knicks     |
| Asysty:              | 7      | 7 razy                 |                     |
| Przechwyty:          | 6      | 5 razy                 |                     |
| Bloki:               | 5      | 15 grudnia 2006(dts)   | Miami Heat          |
| Minuty:              | 56     | 25 listopada 2005(dts) | Detroit Pistons     |
| Na podstawie NBA.com |        |                        |                     |